# Zoo Johannesburg
Koordinaten: 26° 11′ 38,7″ S, 28° 24′ 11,4″ O
Der Zoo Johannesburg ist der Zoo von Johannesburg in Südafrika, der sich in der City of Johannesburg Metropolitan Municipality befindet und auf einer Fläche von rund 54 Hektar ausdehnt. Er ist Mitglied in der World Association of Zoos and Aquariums (WAZA). Der Zoo wird vom Johannesburg City Council als Non-Profit-Organisation geleitet.

## Geschichte
1904 wurde der Stadt Johannesburg von dem aus Deutschland stammenden Hermann Eckstein ein parkartiges Gelände gespendet. Eckstein war an der Entwicklung der neuen Bergbaustadt Johannesburg beteiligt und wollte für die Menschen ein Freizeitzentrum schaffen. Dazu ließ er drei Millionen Bäume auf dem Gelände pflanzen, das er „Sachsenwald“ nannte und später als Stadtteil Saxonwold in die Metropolgemeinde Johannesburg einging. Ein Teil des Geländes wurde als Zoo eingerichtet und in den Folgejahren stetig weiterentwickelt. Viele Einrichtungen wurden gebaut, u. a. 1936 ein Tierkrankenhaus. Ab den 1960er Jahren wurden größere und artgerechtere Anlagen für die Tiere erstellt. Bei diesen Veränderungen wurden Bildungs-, Umwelt- und Artenschutzprogrammen berücksichtigt. Mit der Einrichtung eines großen Kinderspielplatzes mit Karussells drückt der Zoo seinen Anspruch als Erholungs-, Vergnügungs- und Freizeitzentrum aus.

## Tierbestand
Die Freianlagen für die Tiere sind großzügig gestaltet, die Fauna Afrikas ist stark vertreten. Anfang 2023 lebten im Zoo 2096 Tiere, die sich auf 326 Arten wie folgt verteilten: 101 Säugetier-, 128 Vogel-, 47 Reptilien-, 20 Amphibien-, 25 Fisch-, und 5 Spinnentierarten. Die folgende Bildauswahl zeigt Antilopenarten aus dem Bestand des Zoos:

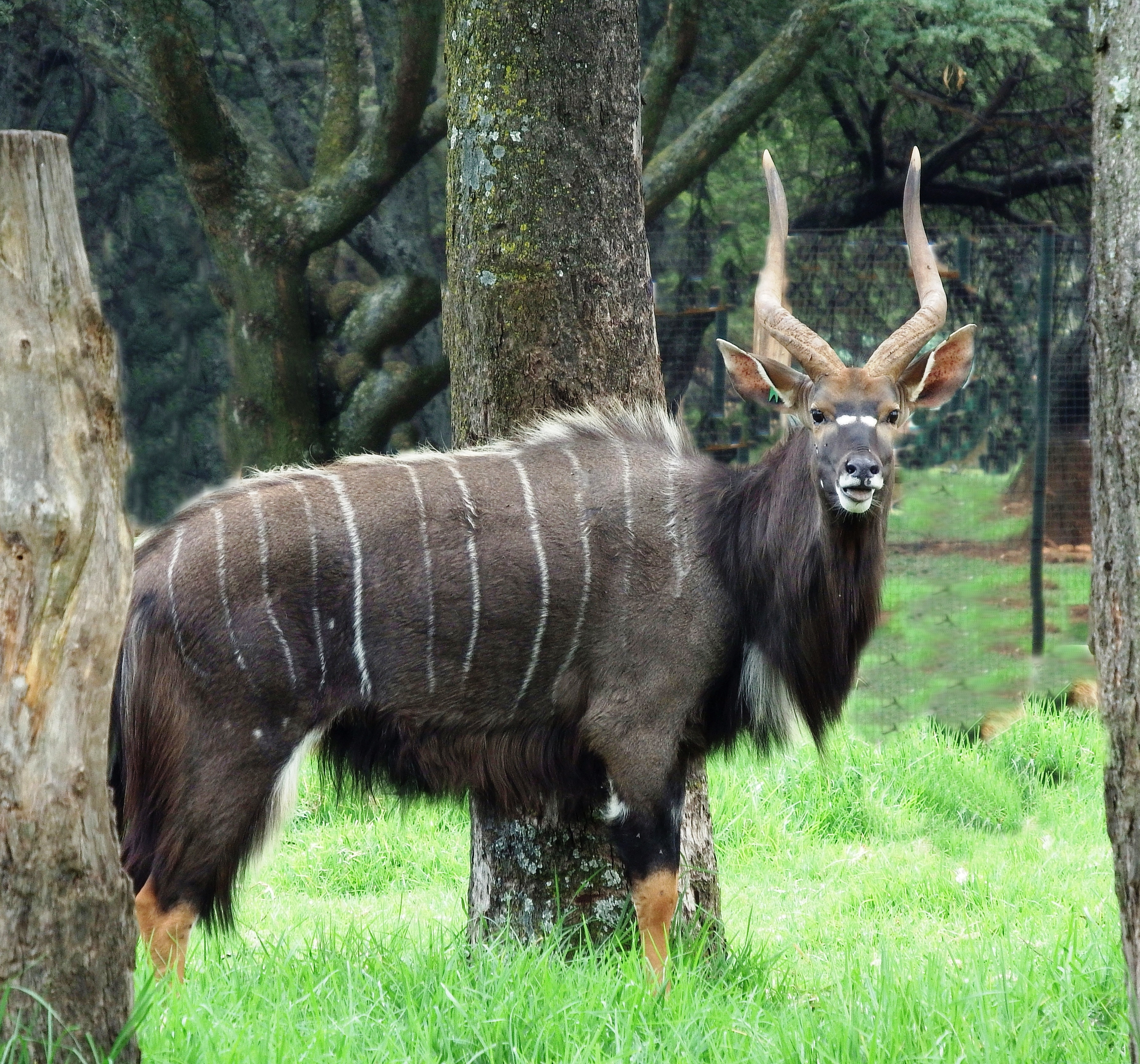
Nyala (Nyala angasii)
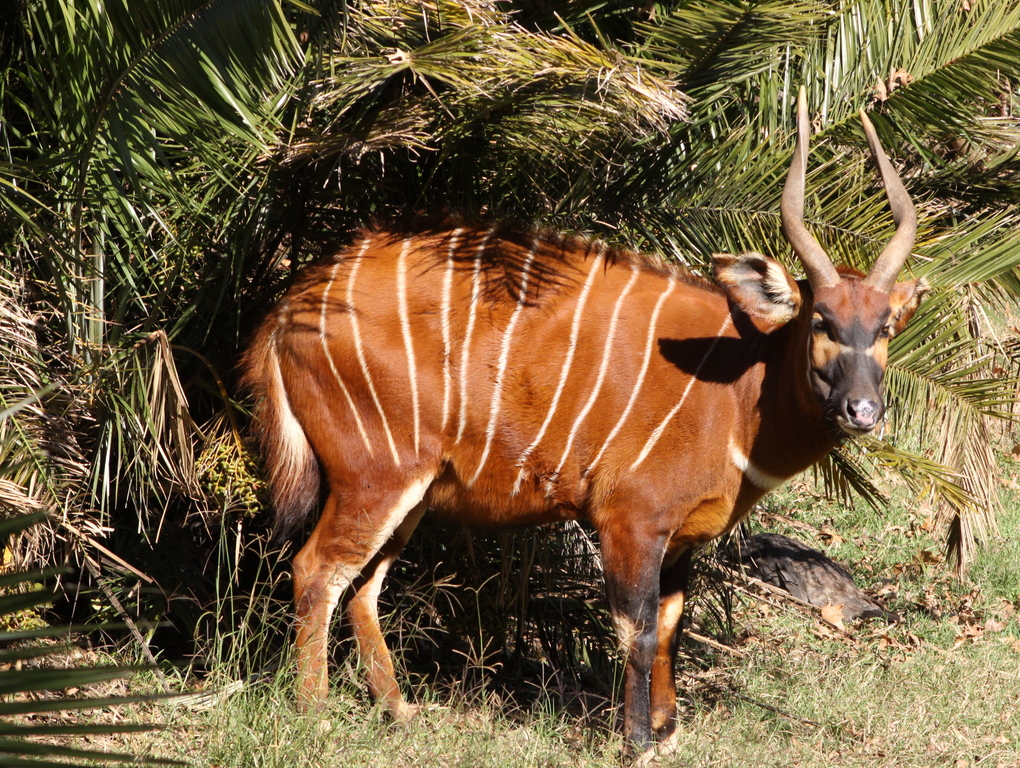
Bongo (Tragelaphus eurycerus)
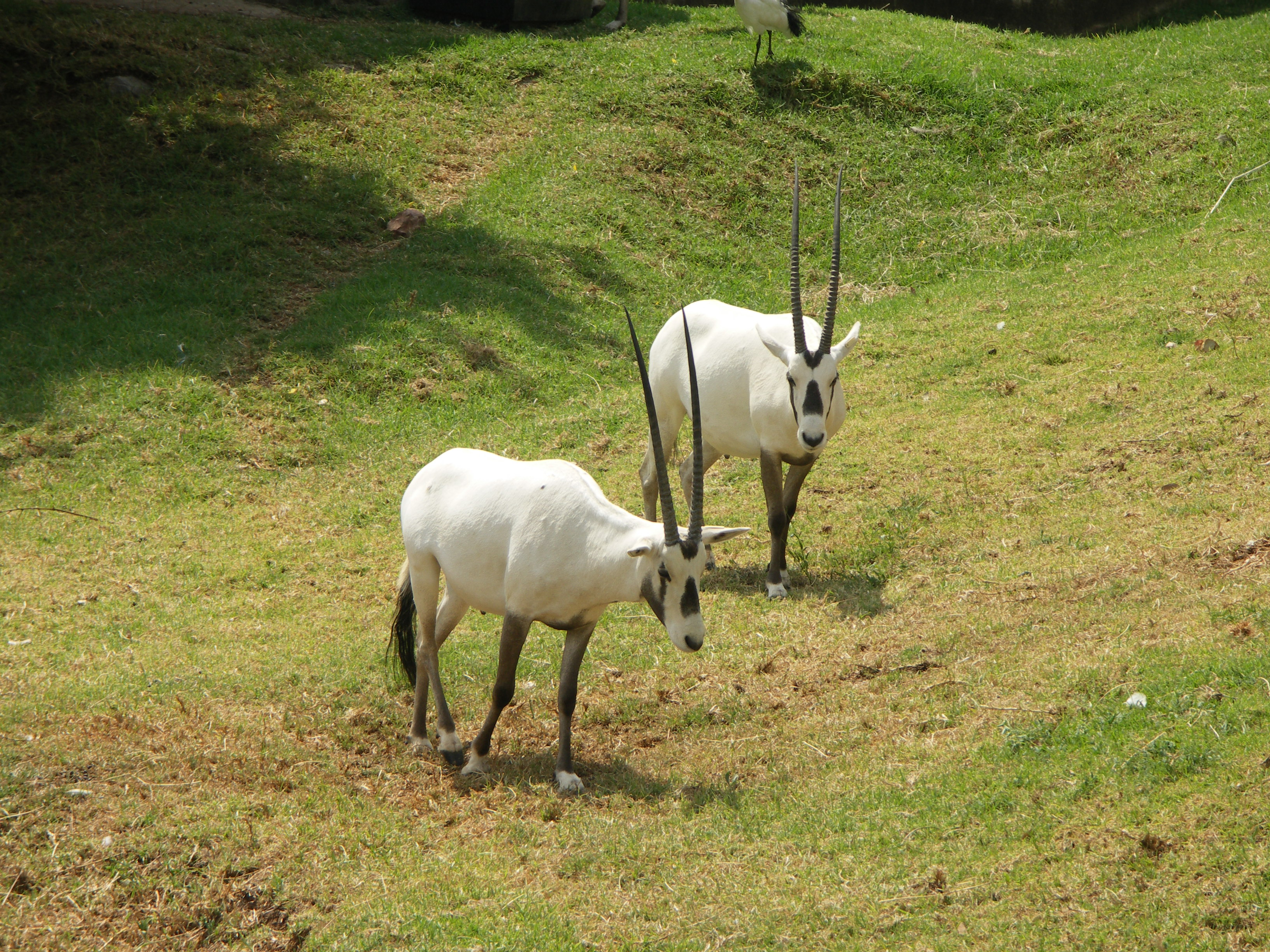
Arabische Oryx (Oryx leucoryx)

## Arterhaltungsprogramme
Der Zoo Johannesburg beteiligt sich an mehreren Arterhaltungsprogrammen.
- Der endemisch in Südafrika vorkommende, zu den Riedfröschen zählende Hyperolius pickergilli war durch den Befall mit Chytridpilzen in seinem Bestand stark gefährdet. Ab 2017 wurden einige überlebende Frösche eingesammelt, in den Zoo gebracht und in speziell gestalteten Labors gezüchtet. Dadurch konnten bis 2022 wieder 800 in Gefangenschaft gezüchtete Exemplare in ihre natürlichen Lebensräume freigelassen werden.
- Um die genetische Vielfalt des Klunkerkranichs (Bugeranus carunculatus) zu erhalten, beteiligt sich der Zoo an einem Arterhaltungsprogramm. Klunkerkraniche legen normalerweise ein oder zwei Eier pro Paar. Selbst wenn zwei Eier gelegt werden, wird nur ein Küken aufgezogen und das zweite Ei aufgegeben. Dieser Umstand führt zum Einsammeln verlassener Eier, die andernfalls verloren wären. In KwaZulu-Natal werden Luftaufnahmen durchgeführt, um entsprechende Nester zu finden. Die entnommenen Eier werden dann in eine lokale Brutstätte transportiert. Nach dem Schlüpfen der Küken werden diese u. a. im Zoo Johannesburg aufgezogen. Geschlechtsreife, geeignete Individuen werden dann ausgewildert.
- Das Mabula Ground Hornbill-Project wurde 1999 initiiert und beschäftigt sich mit dem Rückgang der Anzahl des Südlichen Hornraben (Bucorvus leadbeateri), der aufgrund einer Reihe von Bedrohungen durch den Menschen im Rückgang begriffen ist. Dazu gehören Lebensraumverlust mit dem Verlust an Niststellen, Vergiftungen sowie Bejagung. Durch die Bereitstellung künstlicher Nisthilfen und der Auswilderung einiger von Hand aufgezogener Individuen soll die Populationsgröße in freier Wildbahn stabilisiert werden.[1]